# Tour de Limpopo
El Tour de Limpopo es una carrera ciclista por etapas que se disputa anualmente por la provincia de Limpopo en Sudáfrica.
La carrera fue creada en el año 2018 como competencia de categoría 2.2 del circuito UCI Africa Tour. La primera edición fue ganada por el ciclista sudafricano Gustav Basson.
De manera simultánea con la carrera élite se disputa una carrera para veteranos.

## Palmarés
| Año  | Ganador             | Segundo      | Tercero         |           |
| ---- | ------------------- | ------------ | --------------- | --------- |
| 2018 | Gustav Basson       | Jayde Julius | Clint Hendricks |           |
| 2019 | Samuele Battistella | Kent Main    | Connor Brown    |           |
| 2020 | cancelada           | cancelada    | cancelada       | cancelada |
| 2021 | cancelada           | cancelada    | cancelada       | cancelada |
| 2022 | cancelada           | cancelada    | cancelada       | cancelada |

## Palmarés por países
| País      | Victorias |
| --------- | --------- |
| Sudáfrica | 1         |
| Italia    | 1         |